# フェオドラ・フォン・ザクセン＝マイニンゲン (1890-1972)
フェオドラ・フォン・ザクセン＝マイニンゲン（ドイツ語: Feodora von Sachsen-Meiningen, 1890年5月29日 - 1972年3月12日）は、ザクセン大公ヴィルヘルム・エルンストの2度目の妃。

## 生涯
フェオドラはザクセン＝マイニンゲン公ゲオルク2世の四男フリードリヒと、その妃のアーデルハイト・ツア・リッペ＝ビースターフェルト（1870年 - 1948年）の間の長女として生まれた。全名はフェオドラ・カロラ・シャルロッテ・マリー・アーデルハイト・アウグステ・マティルデ（Feodora Karola Charlotte Marie Adelheid Auguste Mathilde）。母アーデルハイトはリッペ侯国摂政のリッペ＝ビースターフェルト伯エルンストの娘で、かつ最後のリッペ侯レオポルト4世の姉である。

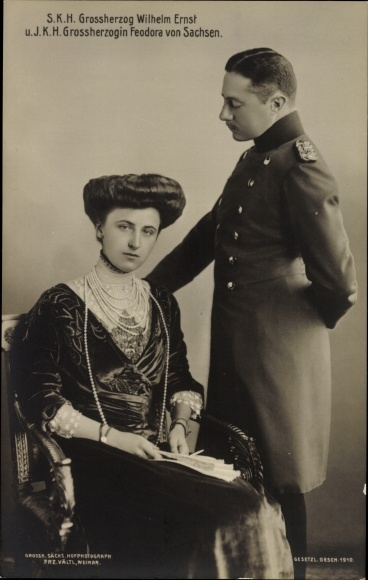
フェオドラとヴィルヘルム・エルンスト（1910年）

1910年1月4日、マイニンゲンでザクセン＝ヴァイマル＝アイゼナハ大公ヴィルヘルム・エルンストと結婚した。ヴィルヘルム・エルンストは1903年に結婚した最初の妃カロリーネ・ロイス・ツー・グライツとの間に子供をもうけないまま死別しており、この結婚は再婚であった。
夫ヴィルヘルム・エルンストが1918年にドイツ革命に伴って退位すると、フェオドラは家族と一緒にシュレージエンの所領に逃れた。その4年後の1922年には夫と死別した。

## 子女
夫であるザクセン＝ヴァイマル＝アイゼナハ大公ヴィルヘルム・エルンストとの間に4人の子女をもうけた。
- ゾフィー・ルイーゼ・アーデルハイト・マリー・オルガ・カロラ（英語版）（1911年 - 1988年） - 1938年シュヴァルツブルク侯家家長フリードリヒ・ギュンター（英語版）[注釈 1]と結婚（同年離婚）
- カール・アウグスト・ヴィルヘルム・エルンスト・フリードリヒ・ゲオルク・ヨハン・アルブレヒト（1912年 - 1988年） - ザクセン大公家家長、1944年ヴァンゲンハイム＝ヴィンターシュタイン女男爵エリーザベト（英語版）と結婚
- ベルンハルト・フリードリヒ・ヴィクトル・ループレヒト・アーダルベルト・エルンスト・ルートヴィヒ・ヘルマン・ハインリヒ（1917年 - 1986年） - 1943年ゾルムス＝ホルストマル侯女フェリーツィタスと結婚（1956年離婚）[注釈 2]
- ゲオルク・ヴィルヘルム・アルベルト・ベルンハルト（1921年 - 2011年） - 1953年にGisela Jänischと貴賤結婚し継承権放棄、イェルク・ブレナ（Jörg Brena）と改名